# 格拉西宫
格拉西宫 （義大利語：Palazzo Grassi）是位於義大利城市威尼斯的一座宮殿建築，由喬治·馬薩里設計，建設於1722年至1748年期間。威尼斯大多數宮殿建築為羅馬式風格或巴洛克式風格，而格拉西宫的建築外觀為古典風格，頗為獨特。現在格拉西宮是一座美術館。

## 历史沿袭

### 格拉奇家族
1748到1772年间，喬治·馬薩里为格拉奇家族设计而建造。宫殿有幸于1797年拿破仑攻陷威尼斯共和国前落成。威尼斯共和国陷落后，格拉奇宫几经易手，最终成为了一座艺术博物馆。

### 吉奥凡尼 阿奈利
1983年，菲亚特董事长吉奥凡尼 阿奈利（Giovanni Agnelli）购入格拉奇宫。由设计师盖·奥伦蒂操刀，宫殿被整饰一新。吉奥凡尼 阿奈利将新落成的宫殿定位为一座国际展览中心。

### 佛朗索瓦 皮诺
2001年，开云集团总裁佛朗索瓦 比诺卸任。退休后的他将精力投入在艺术品收藏上，并以3千万欧元的价格于2005年购置格拉奇宫。2006年，全新的格拉奇宫以当代艺术博物馆的身份与世人见面。

## 外部連結

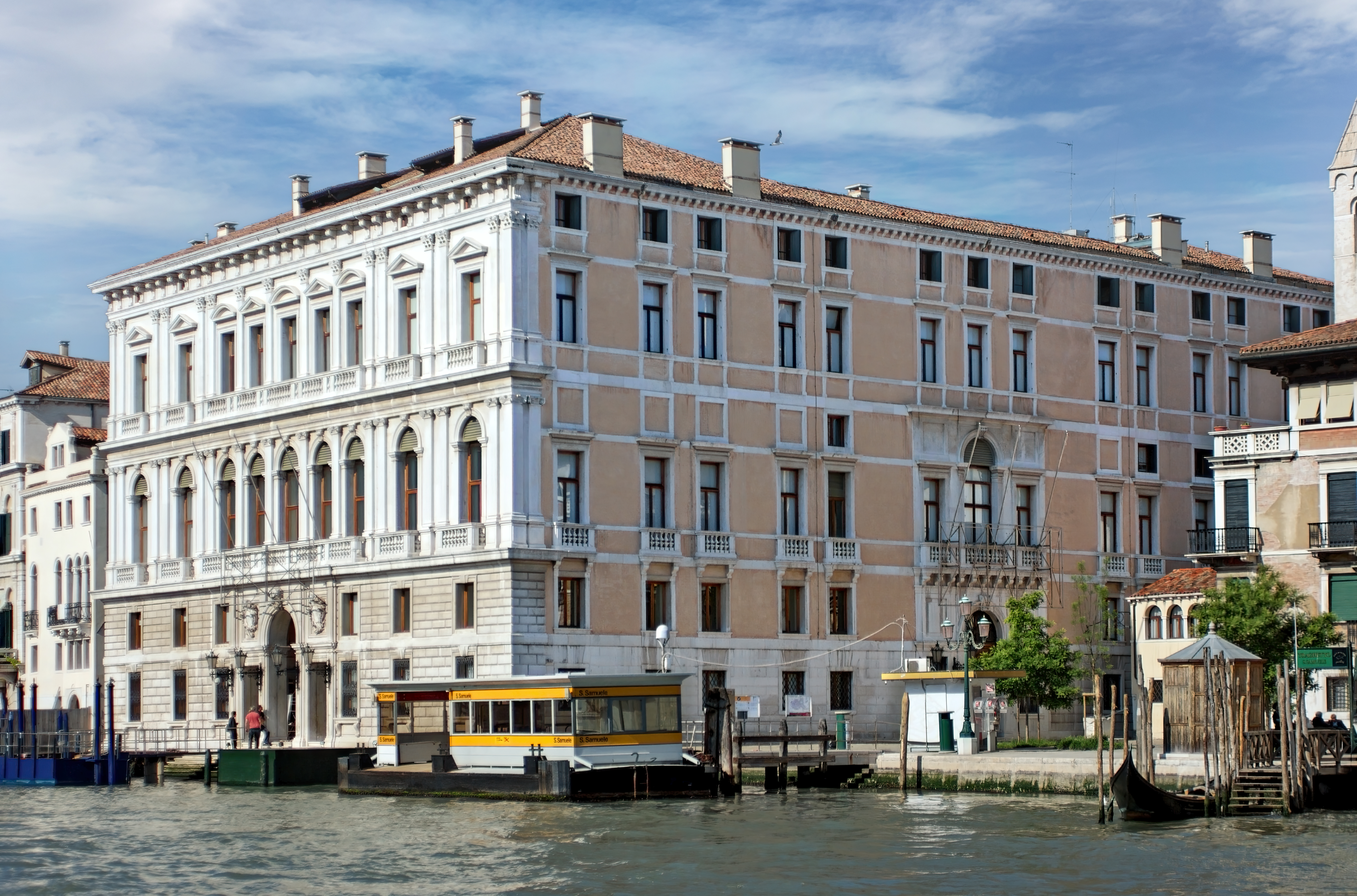

- Palazzo Grassi Website （页面存档备份，存于）
- 格拉奇宫官方网站 （页面存档备份，存于）